# Campeonato Mundial de Ginástica Acrobática de 2022
O Campeonato Mundial de Ginástica Acrobática de 2022 foi realizado de 10 a 13 de março de 2022 em Baku, Azerbaijão.

## Quadro de medalhas
*   país anfitrião (Azerbaijão)
| Pos.                | País                | Ouro | Prata | Bronze | Total |
| ------------------- | ------------------- | ---- | ----- | ------ | ----- |
| 1                   | Bélgica             | 7    | 2     | 1      | 10    |
| 2                   | Portugal            | 3    | 4     | 0      | 7     |
| 3                   | Estados Unidos      | 3    | 1     | 2      | 6     |
| 4                   | Grã-Bretanha        | 2    | 3     | 2      | 7     |
| 5                   | Cazaquistão         | 1    | 3     | 2      | 6     |
| 6                   | Israel              | 0    | 1     | 3      | 4     |
| 7                   | Azerbaijão          | 0    | 1     | 2      | 3     |
| 8                   | Hungria             | 0    | 1     | 1      | 2     |
| 9                   | Alemanha            | 0    | 0     | 2      | 2     |
| 10                  | Áustria             | 0    | 0     | 1      | 1     |
| Total (10 entradas) | Total (10 entradas) | 16   | 16    | 16     | 48    |

Detalhes:

## Medalhistas

### Combinado
| Evento          | Ouro                                                                                | Prata                                                                      | Bronze                                                       |
| --------------- | ----------------------------------------------------------------------------------- | -------------------------------------------------------------------------- | ------------------------------------------------------------ |
| Equipe          | Bélgica                                                                             | Portugal                                                                   | Grã-Bretanha                                                 |
| Par Masculino   | Estados Unidos · Braiden McDougall · Angel Felix                                    | Cazaquistão · Vadim Shulyar · Daniyel Dil                                  | Azerbaijão · Daniel Abbasov · Murad Rafiyev                  |
| Par Feminino    | Portugal · Rita Ferreira · Ana Teixeira                                             | Hungria · Dorina Bernáth · Noémi Stattner                                  | Cazaquistão · Alexandra Rudakova · Damira Talgat             |
| Par Misto       | Bélgica · Bram Röttger · Helena Heijens                                             | Grã-Bretanha · Natasha Hutchinson · Dylan Howells                          | Alemanha · Daniel Blintsov · Pia Schütze                     |
| Grupo Feminino  | Bélgica · Kim Bergmans · Lise De Meyst · Bo Hollebosch                              | Portugal · Beatriz Carneiro · Bárbara da Silva Sequeira · Francisca Maia   | Estados Unidos · Victoria Blante · Eily Corbett · Cassidy Cu |
| Grupo Masculino | Grã-Bretanha · Archie Goonesekera · Andrew Morris-Hunt · Finlay Gray · Bradley Gold | Bélgica · Wannes Vlaeminck · Jonas Raus · Viktor Vermeire · Simon De Wever | Israel · Hen Banuz · Lior Borodin · Amir Daus · Tomer Offir  |

### Estático
| Evento          | Ouro                                                                       | Prata                                                                               | Bronze                                                             |
| --------------- | -------------------------------------------------------------------------- | ----------------------------------------------------------------------------------- | ------------------------------------------------------------------ |
| Par Masculino   | Cazaquistão · Vadim Shulyar · Daniyel Dil                                  | Portugal · Fábio Beco · Bruno Ramalho                                               | Estados Unidos · Braiden McDougall · Angel Felix                   |
| Par Feminino    | Portugal · Rita Ferreira · Ana Teixeira                                    | Estados Unidos · Katherine Borcherding · Cierra McKown                              | Cazaquistão · Alexandra Rudakova · Damira Talgat                   |
| Par Misto       | Bélgica · Bram Röttger · Helena Heijens                                    | Grã-Bretanha · Natasha Hutchinson · Dylan Howells                                   | Alemanha · Daniel Blintsov · Pia Schütze                           |
| Grupo Feminino  | Estados Unidos · Victoria Blante · Eily Corbett · Cassidy Cu               | Bélgica · Kim Bergmans · Lise De Meyst · Bo Hollebosch                              | Áustria · Larissa Höfler · Paula Sophie Pfurtscheller · Hanna Paic |
| Grupo Masculino | Bélgica · Wannes Vlaeminck · Jonas Raus · Viktor Vermeire · Simon De Wever | Grã-Bretanha · Archie Goonesekera · Andrew Morris-Hunt · Finlay Gray · Bradley Gold | Israel · Hen Banuz · Lior Borodin · Amir Daus · Tomer Offir        |

### Dinâmico
| Evento          | Ouro                                                                                | Prata                                                                    | Bronze                                                                     |
| --------------- | ----------------------------------------------------------------------------------- | ------------------------------------------------------------------------ | -------------------------------------------------------------------------- |
| Par Masculino   | Estados Unidos · Braiden McDougall · Angel Felix                                    | Cazaquistão · Vadim Shulyar · Daniyel Dil                                | Azerbaijão · Daniel Abbasov · Murad Rafiyev                                |
| Par Feminino    | Portugal · Rita Ferreira · Ana Teixeira                                             | Cazaquistão · Alexandra Rudakova · Damira Talgat                         | Hungria · Dorina Bernáth · Noémi Stattner                                  |
| Par Misto       | Bélgica · Bram Röttger · Helena Heijens                                             | Azerbaijão · Aghasif Rahimov · Raziya Seyidli                            | Grã-Bretanha · Natasha Hutchinson · Dylan Howells                          |
| Grupo Feminino  | Bélgica · Kim Bergmans · Lise De Meyst · Bo Hollebosch                              | Portugal · Beatriz Carneiro · Bárbara da Silva Sequeira · Francisca Maia | Israel · Yarin Ovadia · Meshi Hurvitz · Inbal Zeitounei                    |
| Grupo Masculino | Grã-Bretanha · Archie Goonesekera · Andrew Morris-Hunt · Finlay Gray · Bradley Gold | Israel · Hen Banuz · Lior Borodin · Amir Daus · Tomer Offir              | Bélgica · Wannes Vlaeminck · Jonas Raus · Viktor Vermeire · Simon De Wever |

## Problema participante
Por causa da invasão da Ucrânia pela Rússia em 2022, a Rússia e a Bielorrússia foram banidas, e os atletas ucranianos não puderam comparecer devido à guerra em seu país. 9 das 18 medalhas (50%) do período anterior (Campeonato Mundial de Ginástica Acrobática de 2020) foram para esses três países.